# Дел (Арканзас)
Дел (енгл. Dell) град је у америчкој савезној држави Арканзас.

## Демографија
По попису из 2010. године број становника је 223, што је 28 (-11,2%) становника мање него 2000. године.
| Група             | 2000.       | 2010.       |
| Белци             | 225 (89,6%) | 222 (99,6%) |
| Афроамериканци    | 3 (1,2%)    | 0 (0,0%)    |
| Азијати           | 1 (0,4%)    | 0 (0,0%)    |
| Хиспаноамериканци | 20 (8,0%)   | 1 (0,4%)    |
| Укупно            | 251         | 223         |